# 红格尔图镇
红格尔图镇是中华人民共和国内蒙古自治区乌兰察布市察哈尔右翼后旗下辖的一个镇。蒙古语“红格尔图”（хонгор），有“心爱的、温柔的”等意思。民初，红格尔图战役曾发生于此。

## 行政区划
红格尔图镇下辖以下地区：
红格尔图村、大小井村、光明村、光荣村、王丙村、喇嘛圐圙村和生产村。